# باد ویلدونگن
بات ویلدونگن (به آلمانی: Bad Wildungen) شهری در ایالت هسن در کشور آلمان است.